# Кешм (остров)
Кешм (перс. قشم‎) — крупнейший остров в Ормузском проливе и в восточной части Персидского залива. Остров имеет тропический климат. Площадь 1445 км². Остров вытянулся вдоль побережья материка на 136 км. Отделён от материка узким проливом Хуран (Кларенс; минимальная ширина — 1800 м). Рядом располагаются острова Хенгам, Ларек и Ормуз.
Территорию острова занимает шахрестан Кешм, входящий в состав остана Хормозган Исламской Республики Иран. Население по оценкам 2012 года составляет 119 035 чел. Административный центр и крупнейший населённый пункт — расположенный на крайнем востоке острова город Кешм (население 24,5 тыс. человек). На острове учреждена свободная экономическая зона.

## История

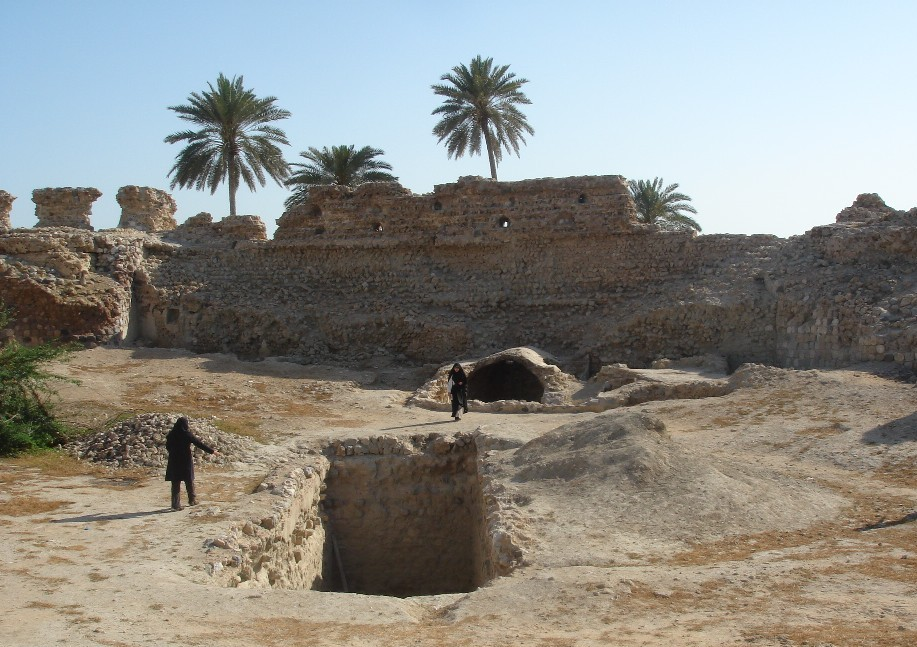
Португальская крепость, г. Кешм

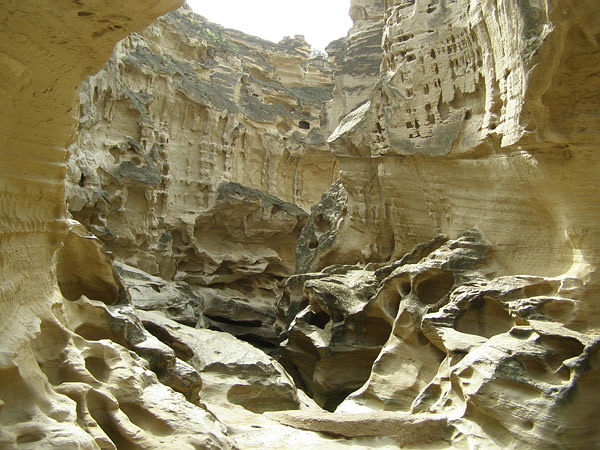
Ущелье Чах-Кух

Первые поселения на острове появились ещё до нашей эры, в частности, о них сообщал Клавдий Птолемей.
Долгое время остров находился под контролем Португалии, но в 1622 году был захвачен Персией.
В 1988 году в нескольких километрах южнее острова был сбит американской ракетой гражданский самолёт.
В 2019—2020 годах на острове высажено 85 тысяч экземпляров Авиценнии на площади 85 гектар.

## Экономика
Рыбный промысел является ведущим занятием местных жителей острова. На острове есть крупные и частные порты, которые обеспечивают выход товаров через Персидский залив. Соль добывается на юго-восточном побережье. Кешм славится своим большим разнообразием эко туристических достопримечательностей, таких как мангровые леса Хара. По данным экологов, около 1,5 % мировых птиц и 25 % местных птиц Ирана ежегодно мигрируют в леса, которые являются первым национальным геопарком. Древний португальский форт, исторические мечети, мангровые леса, соляные пещеры, долины Чах Кух и Долина Звезд являются одними из туристических достопримечательностей на острове, который расположен в лазурных водах Персидского залива. Заповедная зона в деревне Шибдераз, где можно увидеть черепах бисс, острова Наз а также многочисленные порты и причалы являются одними из туристических достопримечательностей острова. Устрицы, кораллы, красочные рыбы и морские птицы на островах Наз привлекают множество туристов. Можно дойти к этим островам по мягкому и влажному песку во время отлива.

## Транспорт
Транспортное пассажирское сообщение с внешним миром поддерживается через международный аэропорт Кешм (рейсы в Тегеран и Объединённые Арабские Эмираты), морской порт Закери (рейсы в Бендер-Аббас) и ряд пристаней. В настоящее время ведётся строительство моста на континент. Линия электропередачи связывает островную электросеть с континентальной.

## Достопримечательности

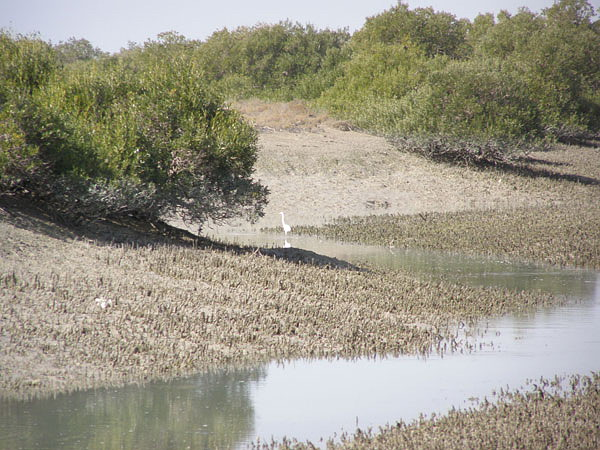
Мангровый лес Хара

- Мангровые леса Хара[англ.]
- Долина Звёзд
- Геологический массив Намакдан (Соляная пещера, известная как самая длинная в мире)
- Ущелье Чах-Кух
- Пещеры Харбоз
- Португальские крепости на Ормузском острове и Кешм
- Дельфины в Персидском заливе
- Морские черепахи бисс или настоящая каретта
- Острова Наз, во время отлива можно дойти к ним пешком